# Fongafale
Fongafale est une île des Tuvalu. Elle constitue le plus grand îlot de l'atoll de Funafuti, la capitale du pays, et abrite la majorité de la population de l'atoll ainsi que le gouvernement, les institutions, un hôpital, un port et l'aéroport international de Funafuti.

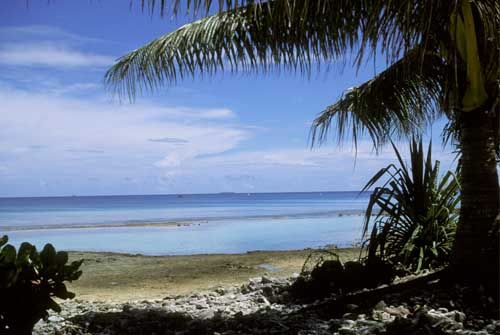
En regardant vers l'ouest depuis une plage de l'îlot Fongafale en direction de l'îlot Foalopa (à gauche) et de l'îlot Tepuka (à droite) au loin.

## Géographie
L'îlot de Fongafale est située dans l'est de l'atoll de Funafuti. Il mesure douze kilomètres de longueur pour seulement 10 à 400 mètres de largeur et constitue ainsi le plus grand îlot de l'atoll,. Son extrémité nord forme la péninsule de Tengako. La côte orientale donne sur l'océan Pacifique et les récifs tandis que l'occidentale donne sur le lagon.
Quatre villages interconnectés composent Fongafale : Alapi, Fakai Fou, Senala et Vaiaku. C'est dans ce dernier que se trouvent l'aéroport international de Funafuti s'étendant du Nord-Est vers le Sud-Ouest sur la partie la plus large l'île. Vaiaku abrite aussi les bâtiments du gouvernement ou encore la banque nationale, à l'endroit où l'île est la plus large.